# Roggenreith
Roggenreith ist eine Ortschaft und eine Katastralgemeinde der Gemeinde Kirchschlag im Bezirk Zwettl in Niederösterreich.
Das Dorf liegt südwestlich von Kirchschlag an der Landestraße L7192 westlich der Bundesstraße B36 (Zwettler Straße), zur Ortschaft gehört auch die nordöstlich gelegene Einzellage Rinnbach.

## Geschichte
Der Ort wird spätestens 1590 zum ersten Mal schriftlich erwähnt.
Im Eintrag der Josephinischen Fassion aus Jahre 1786/87 gab es im heutigen Ort 14 Häuser.
Im Jahr 1822 wurde der Ort als Dorf mit 14 Häusern genannt, das nach Kirchschlag eingepfarrt war, wohin auch die Kinder eingeschult wurden. Die Herrschaft Gutenbrunn besaß die Ortsobrigkeit und besorgte die Konskription. Die Landgerichtsbarkeit wurde von der Herrschaft Pöggstall ausgeübt. Die Untertanen und Grundholde des Ortes gehörten der Herrschaft Gutenbrunn.
Nach der Entstehung der Ortsgemeinden 1849 wurde der Ort eine Katastralgemeinde der Ortsgemeinde Kirchschlag.
Laut Adressbuch von Österreich waren im Jahr 1938 in Roggenreith eine Sägegenossenschaft und mehrere Landwirte ansässig.
1995 wurde im Ort die erste Whisky-Destillerie Österreichs durch Johann Haider gegründet, auf dem Roggenhof genannten Anwesen entstand mittlerweile die sogenannte Whisky-Erlebniswelt Roggenreith.

## Siedlungsentwicklung
Zum Jahreswechsel 1979/1980 befanden sich in der Katastralgemeinde Roggenreith insgesamt 30 Bauflächen mit 15.380 m² und 3 Gärten auf 243 m², 1989/1990 gab es 43 Bauflächen. 1999/2000 war die Zahl der Bauflächen auf 71 angewachsen und 2009/2010 bestanden 44 Gebäude auf 73 Bauflächen.

## Bodennutzung
Die Katastralgemeinde ist landwirtschaftlich geprägt. 175 Hektar wurden zum Jahreswechsel 1979/1980 landwirtschaftlich genutzt und 535 Hektar waren forstwirtschaftlich geführte Waldflächen. 1999/2000 wurde auf 159 Hektar Landwirtschaft betrieben und 546 Hektar waren als forstwirtschaftlich genutzte Flächen ausgewiesen. Ende 2018 waren 156 Hektar als landwirtschaftliche Flächen genutzt und Forstwirtschaft wurde auf 544 Hektar betrieben. Die durchschnittliche Bodenklimazahl von Roggenreith beträgt 19,3 (Stand 2010).